# نام‌های شاهانه در مصر باستان
نام‌ها و القاب شاهانه در میان فرعون‌های مصر باستان روشی معمول و فراگیر برای نامیدن شاهان بود که در میان آن‌ها رواج داشت. این نام‌ها نماد قدرت فراگیر فرعون بوده‌اند و نقش نوعی اعتبارنامه برای او بازی می‌کردند که گاه در طول دوران پادشاهی‌اش عوض می‌شد.
بهره‌گیری از فهرست نام‌های کامل، که شامل ۵ نام می‌شوند، تا پادشاهی میانه مرسوم نبود اما پس از آن تا پایان دوره فرعون‌ها در امپراتوری روم ادامه پیدا کرد.

## نام حوروسی
| G5 |

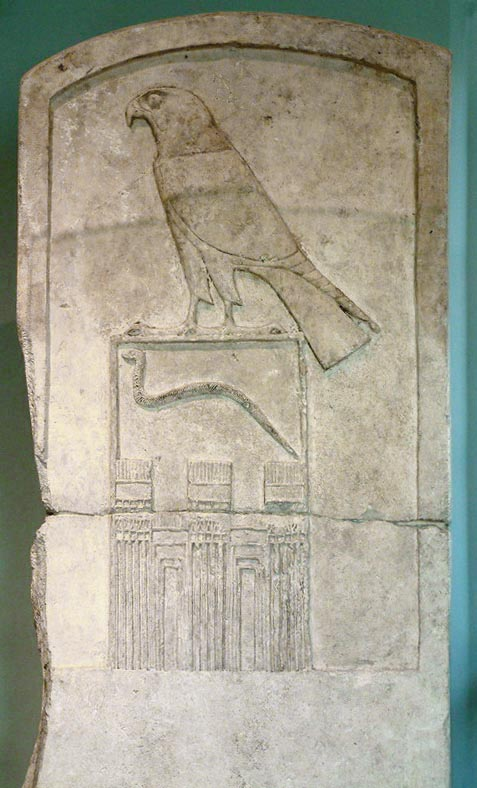
سرخ با نام دجت، موزه لوور

این نام به فرعون به عنوان هم تجسم حوروس - خدای شاهین‌وار شهر نخن که نخستین فرعون مصر، نارمر، از آنجا برخاست - و هم بهره گیرنده از حفاظت او اشاره دارد. این نام قدیمی‌ترین در میان دیگر نام‌ها است.
در میان پادشاهان دودمان‌های نخستین (پادشاهی کهن) نام حوروسی اغلب درون یک سرخ جای می‌گرفت.
نمونه‌ها:
- آمنحتپ سوم (دودمان هجدهم): «هِر کا اوسِر خا اِم ماعات» (به لاتین: Her ka ouser kha em Maât) به معنای «حوروس، گاو نر قدرتمند که همچون ماآت روشن به نظر می‌آید»
- توت‌عنخ‌آمون (دودمان هجدهم): «هِر کا ناخت توت مِسوت» (به لاتین: Her ka nakht tout mesout) به معنای «حوروس، گاو نر قدرتمند، زایشی عالی»

شاهان بسیار قدیمی همچون نارمر و حورعحا تنها توسط نام حوروسی‌شان شناخته می‌شوند.

## نام نبتی یا دو بانو
| G16 |

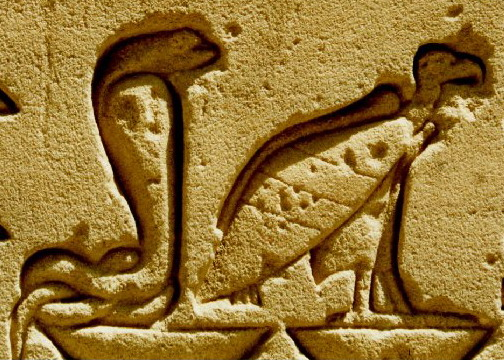
نام نبتی با تصویر کرکس و مار کبری

این نام فرعون را در محافظت دو خدای شاهانه‌ی مصر باستان قرار می‌داد: نخبت، خدای کرکس‌وار مصر علیا و بوتو خدای مار کبری گونه‌ی مصر سفلی. نام هر دو خدای در هیروگلیف به صورت "استاد" یا "استاد بانو" آمده که در کنار هم ترکیب نبتی (به لاتین: NBTY) یا همان "دو استاد بانو" یا "دو بانو" را می‌سازند.
نمونه‌ها:
- آمنحتپ سوم: «نبتی سِمِن هِپ سِگِرِش» (به لاتین: Nebty semene hep segereh taouy) به معنای «نبتی، همو که قوانین و آرامش پایدار دو سرزمین را بر پا می‌سازد»
- توت‌عنخ‌آمون: «نبتی نِفِر هِپو سِگِرِش تائوی سِهِتِپ نِچِرو نِبو» (به لاتین: Nebty semene hep segereh taouy) به معنای «نبی، به قوانین برتریشان را داد، همو که دو سرزمین را آرام می‌کند و همه خدایان را راضی می‌کند»
- رامسس دوم (دودمان نوزدهم): «نبتی مِک کِمِت اوعاف خاسوت» (به لاتین: Nebty mek-Kemet ouaf-khasout) به معنای «نبتی، همو که مصر را آرام می‌کند و کشورهای بیگانه را ناچار به کرنش می‌کند»

## نام حوروس طلایی
| G8 |

نماد این نام حوروسی به شکل شاهینی است که بر روی نماد در نظر گرفته شده برای طلا در خط هیروگلیف (به لاتین: nbw) ایستاده. این نماد می‌تواند نمایان‌گر نزدیکی شاه با حوروس زمینی و آسمانی باشد با این حال این دیدگاه فراگیر نیست.
نمونه‌ها:
- آمنحتپ سوم: «هِر آن نِب عا خِپِش هوعه سِتِت یو» (به لاتین: Her en neb neb âa khepesh houe Setetyou) به معنای «حوروس طلایی، با بالاترین قدرت، همو که آسیایی‌ها را شکست داد». این نام اشاره به شکست هیکسوس توسط آمنهوتپ یکم دارد.
- توت‌عنخ‌آمون: «هِر آن نِب اوچِس خاعو سِهِتِپ نِچِرو» (به لاتین: Her en neb outjes khaou sehetep netcherou) به معنای «حوروس طلایی، تاج‌ها بر سر دارد، همو که خدایان را خشنود می‌کند»

## نام تاجی (نام نخست)
| M23 · t | L2 · t |

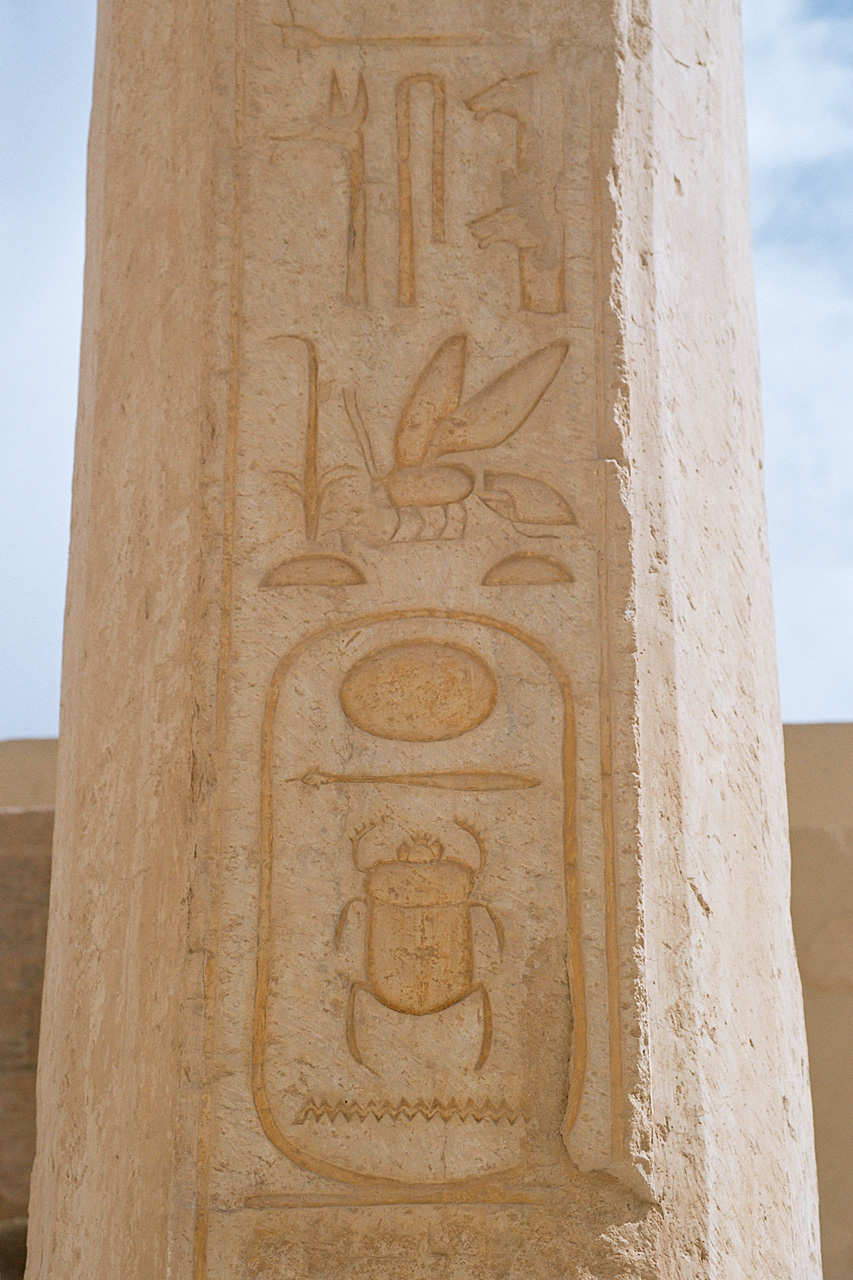
نام تاجی توتمس دوم (آخه‌پرن‌رع) بر روی ستونی در معبد-آرامگاه حتچپسوت، اقصر

نام تاجی فرعون که در آغاز دو نام قرار گرفته در کارتوش می‌آمده و اغلب همراه لقب نسو-بیتی، "شاه مصر علیا و سفلی" بوده.
- آمنحتپ سوم: «نِسوت بیت نِب ماآت رع» (به لاتین: Nesout-bit Neb Maât Rê) به معنای «شاه مصر علیا و سفلی، رع خدایگان دادگری است»
- توت‌عنخ‌آمون: «نِسوت بیت نِب خِپِرو رع» (به لاتین: Nesout-bit Neb kheperou Rê) به معنای «شاه مصر علیا و سفلی، شاه استاد دگرگونی است»
- حتشپسوت (دودمان هجدهم): «نِسوت بیت ماآت کا رع» (به لاتین: Nesout-bit Maât ka Rê) به معنای «شاه مصر علیا و سفلی، روان رع دادگری است»

## نام شخصی (در هنگام تولد)

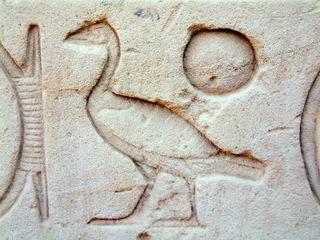
نام پسر رع در جلوی یک کارتوش

این نام شاه را به عنوان «پسر رع» معرفی می‌کند و بدین روی ارتباط او با آسمان‌ها و خدای خورشید را مشخص می‌کند. این نام از نشان هیروگلیف برای اردک، که به معنای پسر بوده، و نشان رع به صورت یک خورشید به همراه نام شاه در هنگام تولد که درون کارتوشی قرار گرفته تشکیل شده.
- آمنحتپ سوم: «سا رع ایمِن هِتِپ حِقا اوآسِت» (به لاتین: sa ra imen hetep heqa Ouaset) به معنای «پسر رع، آمون خرسند است، شاهزاده تبس»
- توت‌عنخ‌آمون: «سا رع توت آنخ ایمِن حقا ایونو شِماعو» (به لاتین: sa ra tout ankh imen heqa iounou shemaou) به معنای «پسر رع، تصویر زنده‌ی آمون، فرمانروای نخن جنوبی»